# Júlia Szász
Júlia Szász (Budapest, 6 de diciembre de 1994) es una actriz húngara.

## Biografía
En 2014, se graduó del Instituto Batthyány Kázmér de Szigetszentmiklós. En 2015 se matriculó en la Universidad de Kaposvár para formarse en actuación, finalizando sus estudios en 2020, mismo año en el que se convirtió en una miembro Teatro Nacional.

## Trayectoria

### Televisión
| Año           | Título        | Cadena   | Rol                    | Notas             |
| ------------- | ------------- | -------- | ---------------------- | ----------------- |
| 2018-2020     | A tanár       | RTL Klub | Petra Holczer          | Elenco secundario |
| 2020          | Bátrak földje | RTL Klub | Baronesa Anna Rokoczay | Protagonista      |
| 2022-presente | A besúgó      | HBO Max  | Kata Szabó             | Elenco principal  |

### Cine
| Año  | Título           | Rol      | Director    |
| ---- | ---------------- | -------- | ----------- |
| 2019 | Seveled          | Fruzsina | Dénes Orosz |
| 2022 | Magunk maradtunk |          | Ákos Kovács |

### Teatro
| Año  | Título                   | Rol                        | Teatro            |
| ---- | ------------------------ | -------------------------- | ----------------- |
| 2015 | Körhinta                 | Mari                       | Teatro Nacional   |
| 2016 | Las tres hermanas        | Masha                      | Teatro Vörösmarty |
| 2019 | El jardín de los cerezos | Ania                       | Teatro Nacional   |
| 2019 | Los hermanos Karamazov   | Katerina Ivánovna/Adelaida | Teatro Spirit     |
| 2019 | La tempestad             | Miranda                    | Teatro Nacional   |
| 2019 | Rocco y sus hermanos     | Franca                     | Teatro Nacional   |
| 2020 | Romeo y Julieta          | Julieta                    | Teatro Nacional   |
| 2020 | Leánder és Lenszirom     | Csibecsőr                  | Teatro Nacional   |
| 2020 | Forró mezők              | Böske/Mariska/Lenke/Maris  | Teatro Nacional   |
| 2021 | El maestro y Margarita   | Margarita                  | Teatro Nacional   |
| 2021 | Vadászat                 | Juli                       | Teatro Nacional   |
| 2022 | El perro del hortelano   | Dorotea                    | Teatro Nacional   |